# Monstera
Monstera er en slægt på omkring 50 arter af blomstrende planter i arumfamilien Araceae, hjemmehørende i de tropiske egne af Nord- og Sydamerika. Slægten er navngivet fra det latinske ord for "monstrøs" eller "unormalt" og henviser til de usædvanlige blade med naturlige huller.
De er urter eller stedsegrønne slyngplanter, der vokser til højder på op til 20 meter i træer ved hjælp af luftrødder, der fungerer som kroge over grenene. Disse rødder vil også vokse i jorden for at hjælpe med at støtte planten. 

## Fingerfilodendron
Den i Danmark mest kendte plante i slægten er fingerfilodendron (Monstera deliciosa), der er almindelig som potteplante. I nyere tid er den også kendt som "bloggerplanten" på grund af sine beskedne pasningskrav.